# Championnat du Groenland de football 2002
Le Championnat du Groenland de football 2002, organisé sous l'égide de la fédération du Groenland de football, a vu la victoire du club de Kugssak.

## Classement final
| Pos. | Club    | Ville         |
| 1.   | Kugsak  | Qasigiannguit |
| 2.   | B-67    | Nuuk          |
| 3.   | N-48    | Ilulissat     |
| 4.   | N-85    | Narssaq       |
| 5.   | ATA     | Tasiilaq      |
| 6.   | NÛK     | Nuuk          |
| 7.   | SAK     | Sisimiut      |
| 8.   | Malamuk | Uummannaq     |